# Lewtrenchard
Lewtrenchard – wieś i civil parish w Anglii, w Devon, w dystrykcie West Devon. W 2011 civil parish liczyła 314 mieszkańców. Lewtrenchard jest wspomniana w Domesday Book (1086) jako Lewe/Leuya.